# Джузеппе Каппелліні
Джузеппе Каппелліні (італ. Giuseppe Cappellini, 14 грудня 1812 року, Ліворно — 1876 рік, Флоренція) — італійський архітектор. Брат морського офіцера Альфредо Каппелліні.

## Біографія
Джузеппе Каппелліні народився 14 грудня 1812 року в Ліворно. Закінчив Флорентійську академію мистецтв.
Визначними роботами Джузеппе Каппелліні є палац «Казіні д'Арденца» (1841—1844), «Театр Карло Гольдіні» (1843—1847), «Палаццо Мауогордато» (1856—1864) в Ліворно.
Брав участь в реконструкції «Театру Сан Марко» і «Палаццо Комунале» в Ліворно.

## Галерея

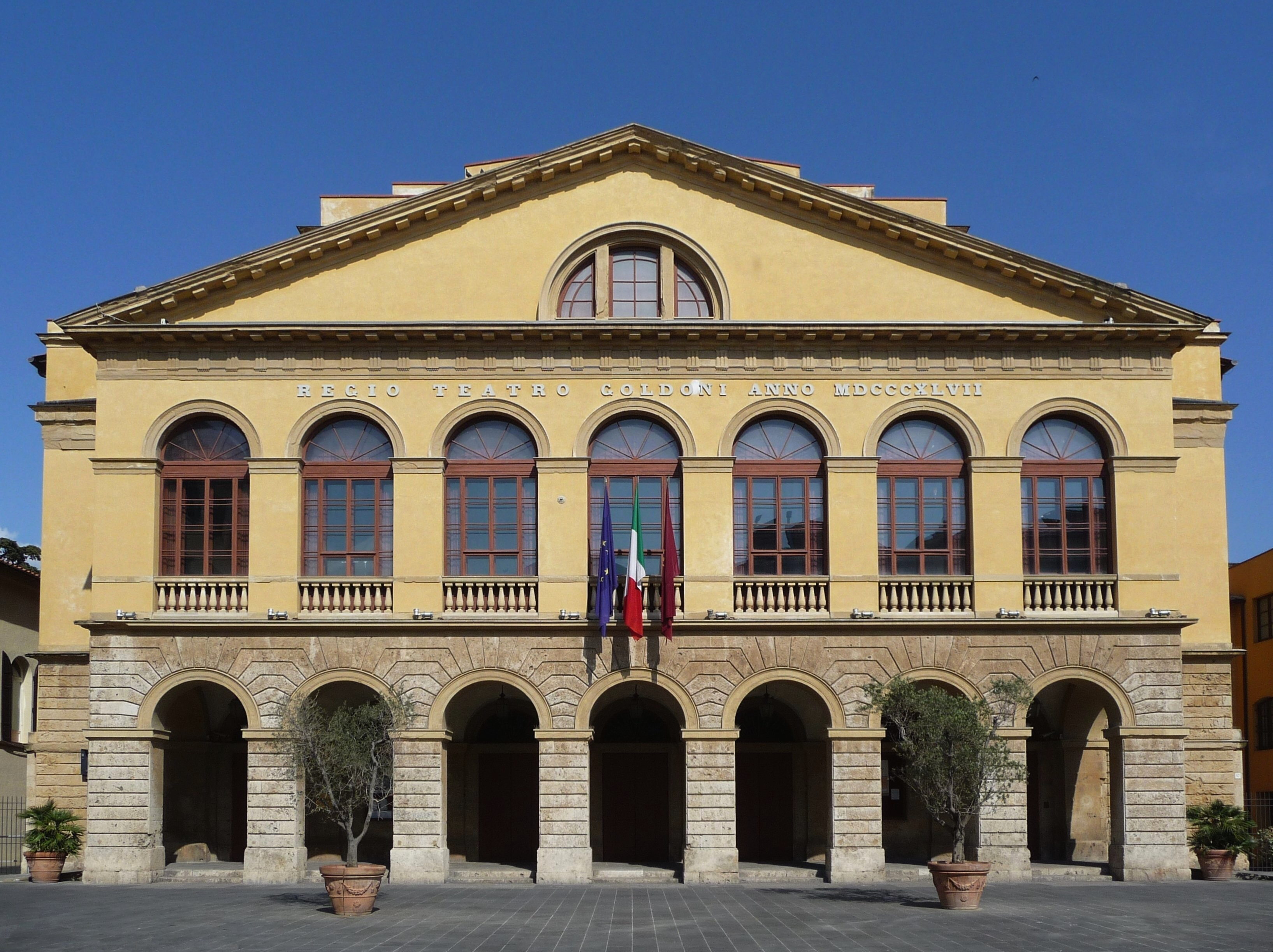
Театр Гольдіні
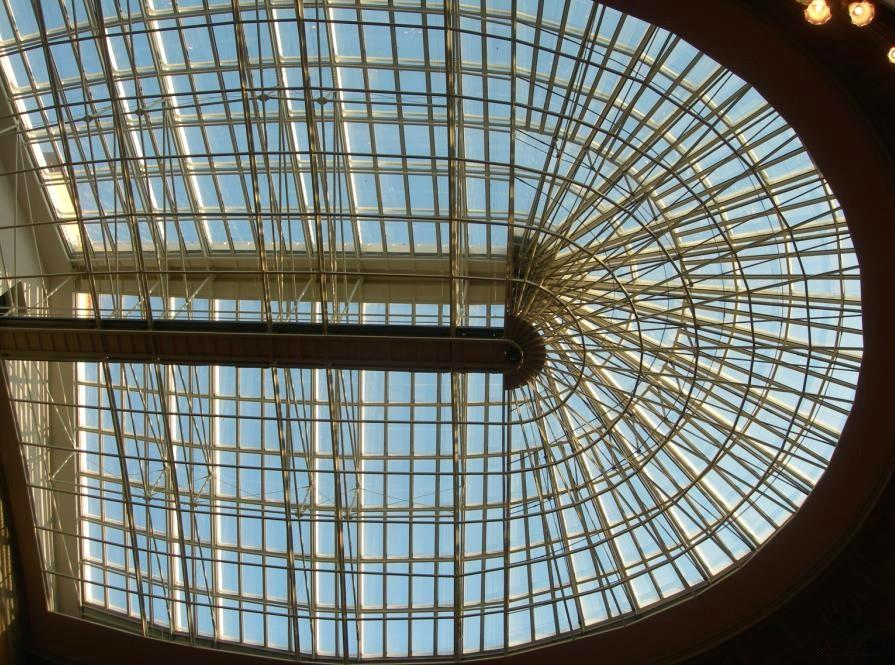
Купол театру Гольдіні
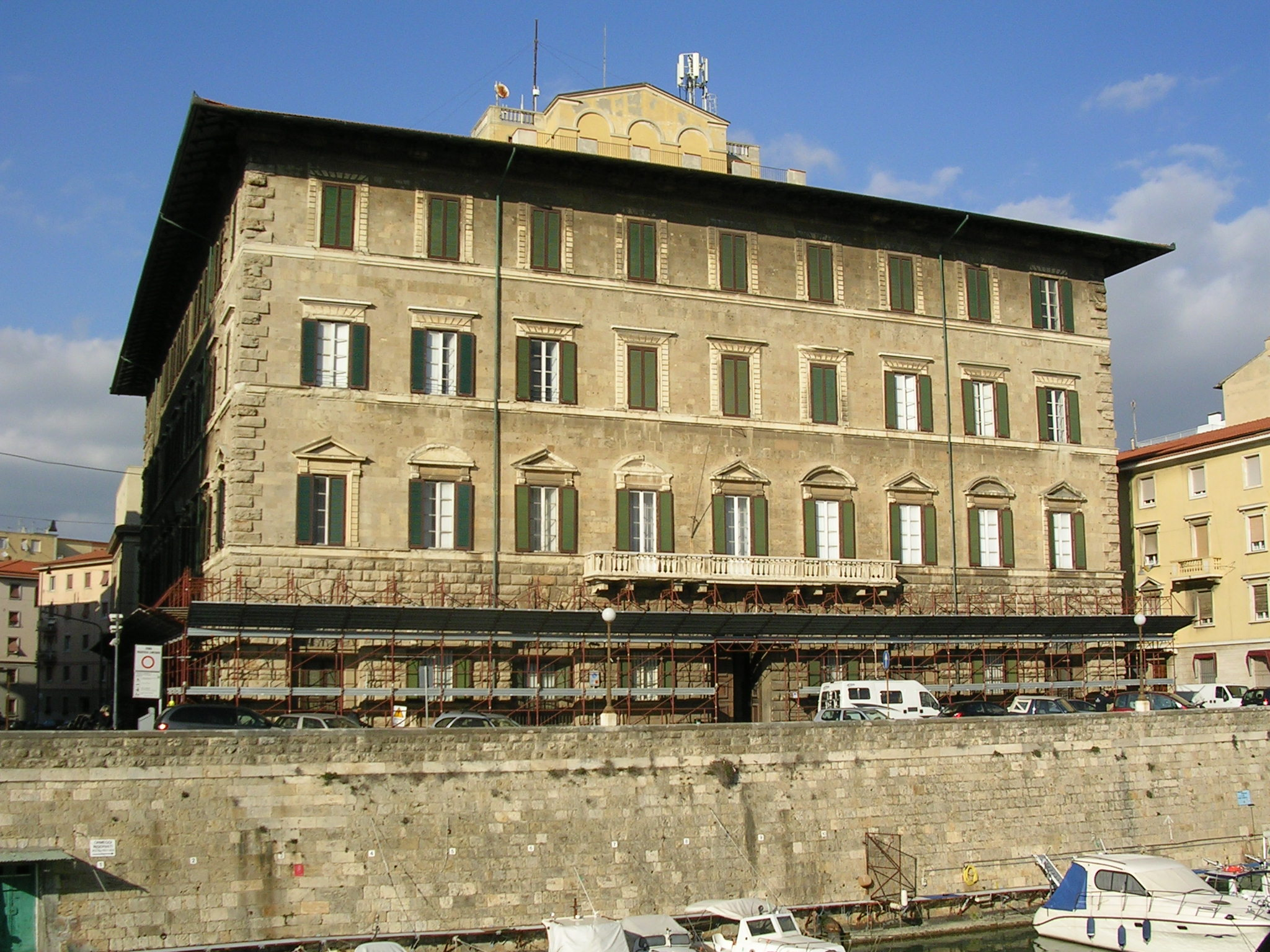
Палаццо Маурогордато
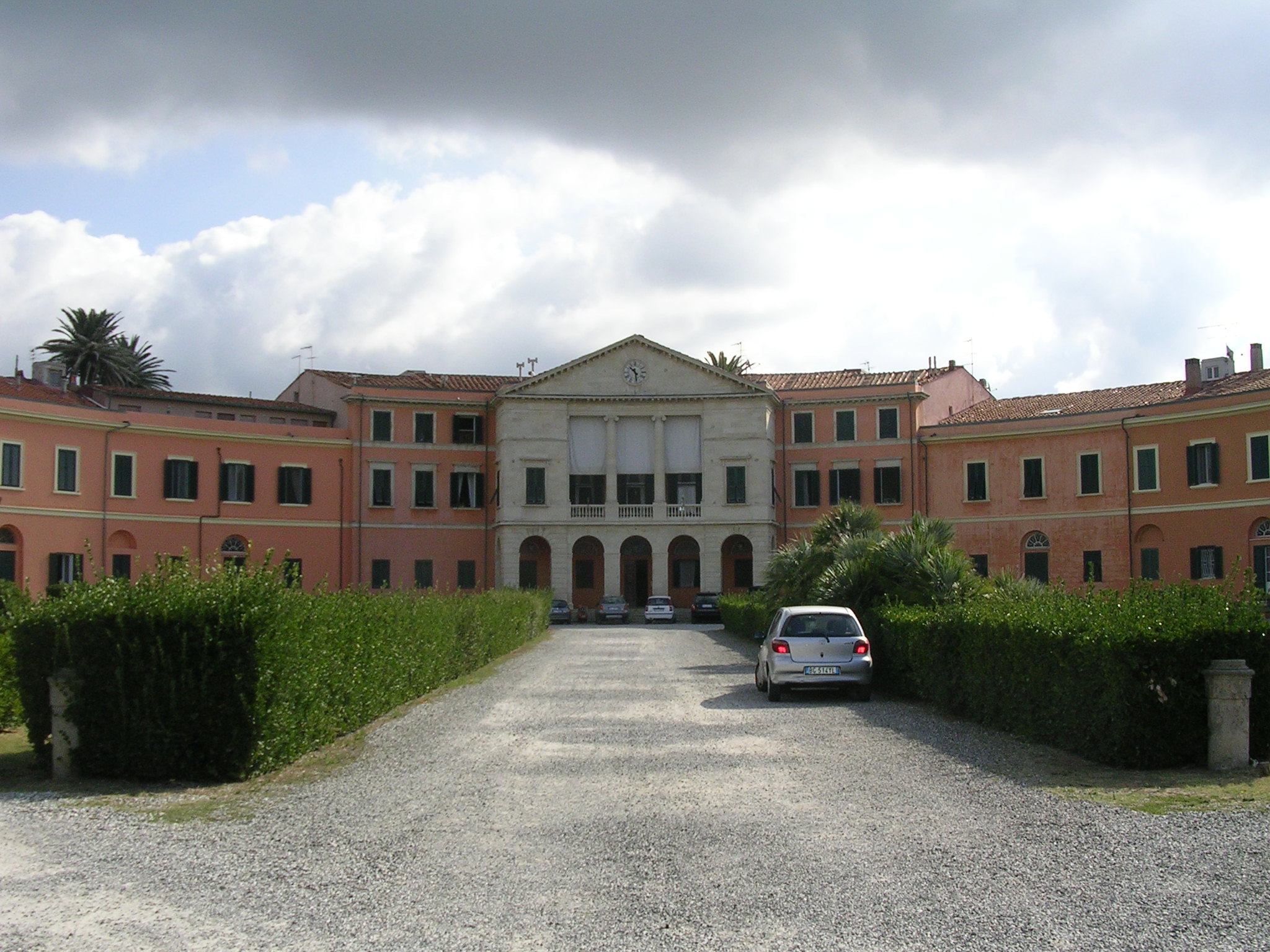
Казіні д'Арденца